# 白沢川 (宮城県)
白沢川（しらさわがわ）は、日本の宮城県仙台市の青葉区と太白区を流れる川で、広瀬川の支流である。長さ2.21キロメートル。仙台市が管理する準用河川。

## 流路
仙台市都心部からみて西方、愛子盆地からみても西の丘陵に源を発する。行政上は青葉区と太白区の境界である。東北東に流れてすぐに両岸とも青葉区となり、上愛子と熊ヶ根の境をなす。広瀬川の河岸段丘が作る愛子盆地の西端に出ると、急勾配のまま段丘部に谷を刻んで東に流れ、広瀬川に合流する。
上流左岸にそって折葉の集落があり、国道457号が通って南の秋保盆地に通じる。広瀬川の河岸段丘部に出ると、まず仙山線の高架の下を通り、続いて国道48号の下を暗渠で潜り抜ける。その辺りの右岸は白沢の集落で、仙台市立上愛子小学校がある。通り抜けた先の左岸は道半の集落である。

## 歴史
近世には右岸を宮城郡、左岸を名取郡とする郡の境界で、白沢川左岸には今の国道457号にあたる山道がついていた。広瀬川上・中流域の両岸は概ね宮城郡に属すが、河岸の地形が険しくて川沿いよりも山越えのほうが接近しやすいような所では、広瀬川に名取郡との境界が引かれた。白沢川の北西の山がそのような地形であったため、そこは広瀬川の岸まで名取郡となり、川の南東側では背後の山を両郡の境とした。その基準の変わり目をつなぐ線が、白沢川の細流に置かれたのである。
江戸時代には、仙台からみて西道と呼ばれた今の国道48号に白沢川橋があった。
1955年（昭和30年）に合併によって宮城郡宮城村が成立したとき、宮城村は名取郡秋保村から白沢川左岸の地を譲られた。